# Solenopsis puncticeps
Solenopsis puncticeps é uma espécie de formiga do gênero Solenopsis, pertencente à subfamília Myrmicinae.